# Jack in the box!
jack in the box!(ジャック イン ザ ボックス)はFM NACK5で水曜日23:30～24:00に放送されていた番組。
パーソナリティーはナイトメア。主にYOMIと柩の2人がパーソナリティーを務めていた。2013年3月27日放送終了。

## コーナー
- むちゃぶり！チェインリアクション！！
- QUIZ de PARADE

リスナーに電話を繋ぎPARADE TOURに関する問題を出題。
全3問で正解数に応じてそのリスナーにプレゼントする。
賞品　3問正解…アーティストグッズ詰め合わせ　2問正解…番組オリジナルストラップ　1問以下…思い出
- MajesticなMistake!

Majestic＝(堂々とした)Mistake＝(間違い)をリスナーから募集。
PARADE TOUR FINAL“MAJESTIC”にちなんだ期間限定コーナー。
- お花見レポート2008
- N-1グランプリ
- イマドキ☆インフルエンス
- チェキメル
- ××（チョメチョメ）ですノート
- 夜のおつまみ
- 私が日本を変える！勝手にマニフェスト
- 人生の勝ち組講座

講師ゾジー(YOMI)が悩み・相談を持つリスナーにマイルドな宮城弁を伝授するコーナー。
春休み、夏休みなど不定期で直接リスナーと電話を繋ぐこともある。
- これってアリナシ★ランキング
- Midnight Horror Show
- アポありテレフォン
- 心に残る★マスターピース
- YOMI劇場
- ふつおた

## 不定期のコーナー
- 突撃テレフォン・ドーン！！

同様なコーナーとして「アポなしテレフォン」がある。
- ゲストコーナー

これまでに登場したゲスト…･時東ぁみ･LM.C･J・河村隆一 など